# Ex ospedale psichiatrico di Volterra

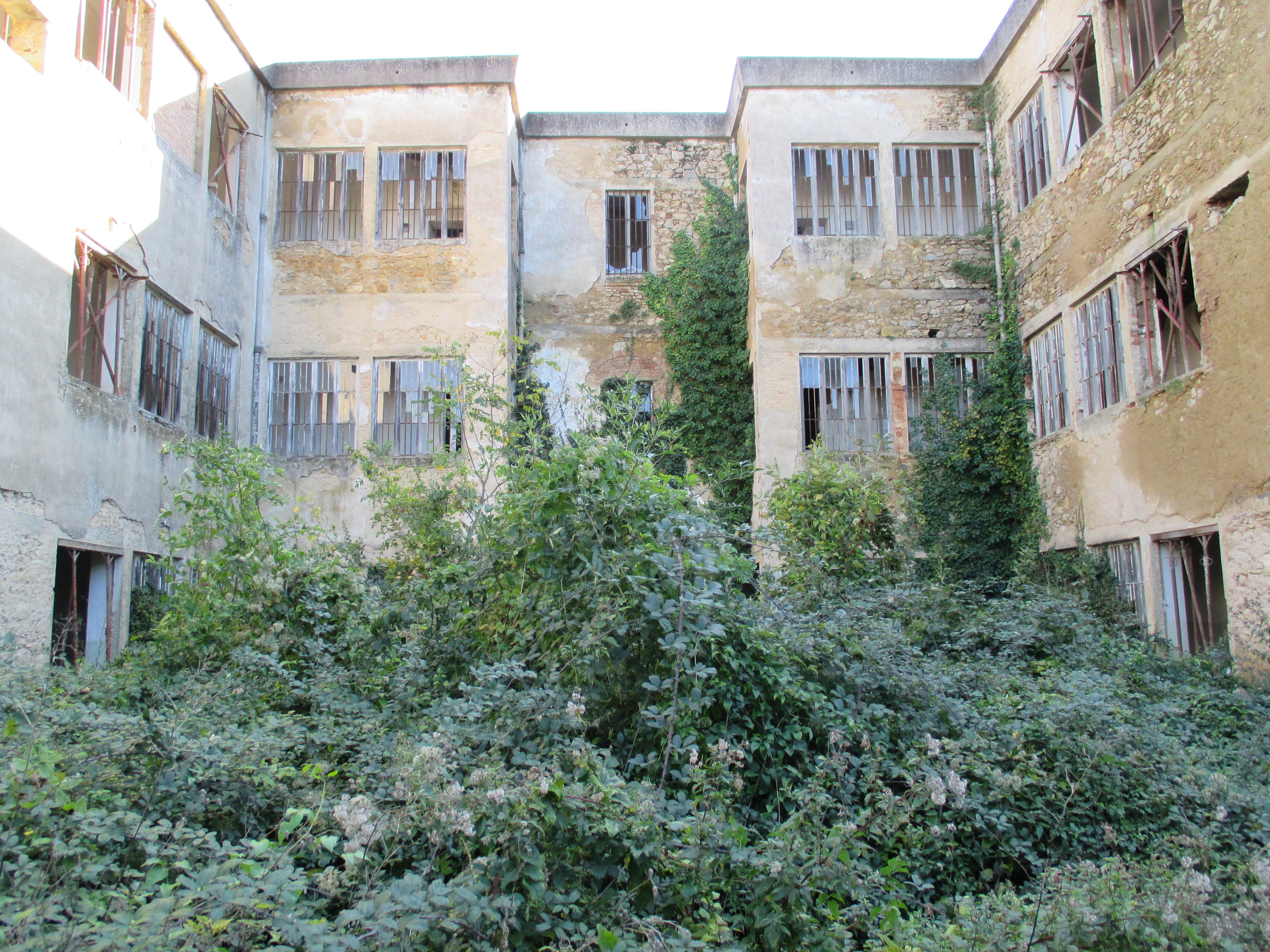
Struttura abbandonata facente parte del complesso ospedaliero

L'ex ospedale psichiatrico di Volterra era un'istituzione per il ricovero di malati mentali. Nacque nel 1887, anno in cui il cavaliere Aurelio Caioli divenne presidente della Congregazione di carità di Volterra. La sede dell'Ospedale corrispondeva e corrisponde tuttora alla zona Borgo San Lazzero.
Dal 1978, in seguito alla legge n. 180, l'ospedale è in stato di abbandono.

## Storia

### Nascita dell'ospedale
L'ospedale psichiatrico di Volterra nasce in seguito all'istituzione di un ospizio di mendicità per i poveri del comune, riconosciuto ente morale il 5 giugno 1884.
In quel tempo la provincia di Pisa mandava circa 500 malati di mente all'ospedale di San Niccolò di Siena. Per diminuire il numero dei ricoverati, la direzione dell'ospedale di San Niccolò aumentò la retta giornaliera a 1,50 lire. Il prefetto di Pisa Sensales si adoperò per farla ridurre, ma inutilmente; si rivolse quindi agli enti locali di ricovero della provincia, offrendo la retta di una lira.
Aurelio Caioli, divenuto nel 1887 presidente della Congregazione di carità di Volterra, accettò l'offerta e fece una convenzione con la provincia con conseguente trasferimento dei primi trenta malati di mente da Siena a San Girolamo (originaria sede della prima sezione dementi).
Nel 1889 Caioli trasferì la sezione anziani dal convento di S. Girolamo all'attuale ospizio di Santa Chiara, perché i ricoverati nella sezione dementi aumentavano di anno in anno. Nel 1890 la Congregazione dovette affittare la villa di Papignano, nelle vicinanze del convento, per ospitarli. Nel 1897 la sezione dementi divenne ufficialmente «Asilo Dementi». In quell'anno i ricoverati erano saliti a 75.
Già nel 1896 Caioli aveva incaricato l'ingegner Filippo Allegri di predisporre il progetto per un vero e proprio manicomio, pensando ad un istituto convenzionato non solo con la provincia di Pisa ma anche con quelle limitrofe. 
Tra il 1896 e il 1897 fece costruire un padiglione capace di oltre 200 posti letto: si tratta del «Krafft-Ebing», successivamente denominato «Scabia».  La nuova struttura permise l'aumento della popolazione dell'Asilo Dementi: dai 130 del 1898 ai 282 del 1900. Ma l'anno seguente le presenze diminuirono a 156 a causa del mancato accordo con l'Amministrazione pisana che riteneva inopportuno costruire il manicomio lontano dal capoluogo e dalla sede dell'Università. L'opposizione pisana fu dettata inoltre anche dalla volontà di far nascere un manicomio nella Certosa di Calci, certamente più vicina al capoluogo. Ciò indusse l'allora direttore dell'Asilo Dementi, A. Giannelli, psichiatra romano, a rinunciare all'incarico.

### La direzione di Luigi Scabia (aprile 1900 - maggio 1934)
Nell'aprile del 1900 la Congregazione di carità decise di affidare l'incarico di psichiatra presso l'Asilo dementi, per internato, a Luigi Scabia, che inoltre fu nominato per concorso, sempre nello stesso mese, Direttore dell'Asilo Dementi di Volterra. Scabia cercò subito di stipulare nuove convenzioni ed avviò trattative con la provincia di Porto Maurizio (oggi Imperia) per trasferire i malati di questa provincia dal manicomio di Como dove erano custoditi a quello di Volterra; l'accordo, grazie alle favorevoli condizioni economiche offerte dall'amministrazione, andò in porto e nel 1902 i malati furono trasferiti da Como a Volterra con un treno speciale.
Scabia strinse contatti con molte Amministrazioni provinciali per ottenere la custodia di ammalati provenienti dalle varie parti d'Italia e questo permise l'ampliamento del complesso ospedaliero. Dal 1902 al 1910 circa il 22% delle ammissioni proveniva da Porto Maurizio. Nel 1931 i malati provenivano dalle province di Pisa, Livorno, La Spezia, Savona, Imperia e dalle province di Viterbo, Nuoro, Rieti e in parte anche dalla provincia di Roma. Le presenze medie giornaliere passarono dalle 150 del 1900 alle 750 del 1910, per arrivare alle 2621 nel 1930 e al loro massimo di 4794 nel 1939.
L'aumento dei ricoverati rese necessaria la costruzione di nuovi padiglioni per accoglierli. I terreni su cui dovevano essere costruiti i padiglioni dovevano rispondere alle esigenze di illuminazione ed aerazione che prevedevano le terapie sostenute da Scabia. La dislocazione degli edifici era dovuta alla necessità di evitare la simmetria, per far apparire tutto come un villaggio; questa soluzione comportò la costruzione anche di strade interne, necessarie per collegare i padiglioni fra loro. Queste strade sono tuttora in uso sebbene non fossero progettate per essere percorse dalle auto. Tra il 1902 e il 1909 Scabia incaricò l'ingegnere Filippo Allegri di redigere un piano di sviluppo edilizio. I padiglioni venivano battezzati con i nomi dei più celebri studiosi e alienisti del tempo e tutt'oggi sono conosciuti con questi nomi:
- vennero costruiti padiglioni moderni e funzionali (ad esempio Verga, oggi sede del poliambulatorio dell'ospedale civile);
- vennero ricostruiti alcuni edifici, tra cui la villa Falconcini trasformandola in padiglione Kraepelin;
- venne ampliato il padiglione Krafft-Ebing, costruito nel 1896, successivamente intitolato a Luigi Scabia;
- dal 1926 al 1935 vennero portati a termine i padiglioni Charcot e Ferri.

Inoltre il Manicomio era dotato di un proprio acquedotto. Nel 1901 venne installato un impianto di illuminazione a gas di benzina, con generatore di gas interno all'istituto, sostituito nel 1910 dall'energia elettrica; si avevano infine fognature, arredi urbani, rotonde, giardinetti.
I risultati ottenuti nei primi dieci anni di lavoro furono descritti dallo stesso Scabia nella pubblicazione Il frenocomio di San Girolamo in Volterra del 1910, la cui prefazione, stesa dall'allora presidente della Congregazione di Carità Avv. Giulio Bianchi, testimonia dello spirito di collaborazione esistente tra la direzione amministrativa e quella sanitaria, premessa indispensabile per lo sviluppo dell'istituto.
Nel maggio 1934, in seguito alla modifica dello statuto interno dell'istituto per abbassare l'età di pensionamento da settanta a sessant'anni, Scabia venne messo d'autorità in pensione e sfrattato dalla villa di S. Lazzero, da sempre residenza del direttore dell'Ospedale Psichiatrico. Dopo pochi mesi, il 20 ottobre 1934 Scabia morì in seguito ad una crisi cardiaca all'interno di una camera dell'albergo Etruria nel centro di Volterra.

#### L'ergoterapia e il no-restraint
Scabia contribuì in modo originale alle pratiche di ergoterapia e no-restraint. L'ergoterapia, ossia terapia del lavoro, prevedeva lo svolgimento di un'attività pratica da parte del malato in vista della guarigione o per lo meno di una stabilizzazione della malattia. La terapia del no-restraint prevedeva la limitazione (non l'abolizione) dei mezzi di contenzione fisica del malato.
Scabia voleva sviluppare il concetto di villaggio autonomo, dove l'ammalato non doveva sentirsi rinchiuso fra quattro mura, ma come in famiglia, libero di girare nei pressi dell'ospedale e nella campagna circostante. Per fare ciò Scabia fece costruire all'interno dell'ospedale una falegnameria, un panificio, una lavanderia, un'officina elettrica, una calzoleria, botteghe di stagni e fabbri, vetrai, addirittura una fornace per la fabbricazione dei mattoni da utilizzare nei padiglioni da costruire.
Vi erano inoltre due colonie agricole gestite da due famiglie di coloni nelle quali lavoravano i malati e che provvedevano a rifornire, anche se non per l'intero fabbisogno, i magazzini dell'Ospedale Psichiatrico; allo stesso scopo servivano gli allevamenti di oche e conigli del manicomio.
Nel 1933 venne addirittura istituita una moneta ad uso esclusivo dei ricoverati lavoratori per gli acquisti presso l'Ospedale psichiatrico; 70.988 esemplari incisi da Marinelli furono coniati dalla Casa di B.Cellini in Firenze. Per un certo periodo funzionò anche un autonomo ufficio postale.
Gli ammalati venivano impiegati nei lavori edili, nei lavori agricoli, nelle officine, nella lavanderia, nella cucina, negli scavi in terreno archeologico. Secondo Scabia, anche la ricreazione aveva una funzione importante: egli organizzava quindi quello che alcuni giornalisti italiani e stranieri chiamavano il «Carnevale dei pazzi», che consisteva in feste da ballo e recite a cui prendevano parte malati, infermieri e personale sanitario, così che il malato potesse scaricare in attività estroverse le sue anomalie psichiche.
L'ergoterapia aveva alimentato un'attività di notevole consistenza sul piano economico e produttivo. Questo però non era privo di ambiguità: rischiava di tradursi in uno sfruttamento sistematico della forza lavoro fornita dai ricoverati. Non a caso una delle critiche spesso rivolte a Scabia era la spregiudicatezza e una sorta di imprenditorialità dell'assistenza psichiatrica.
È lo stesso Scabia, in uno scritto del 1933, a descriverci le linee-guida della terapia del lavoro e i suoi risultati. Per Scabia «…se il lavoro è elevazione morale, questa è tanto maggiore quando il malato può venire incontro alla società che lo salvaguarda e lo cura». Scabia spiega l'obiettivo dell'ergoterapia: il raggiungimento della dignità di un uomo da parte del malato, raggiungimento possibile solo con l'elevazione morale data dal lavoro. Sempre Scabia dice: «…solo per l'applicazione costante di un così vasto metodo di utilizzazione del malato di mente, in ogni ramo del lavoro, ha potuto sorgere l'istituto che dirigo». Infatti grazie al lavoro dei ricoverati si poté applicare una politica di alleanze basata sul mantenimento di una retta giornaliera inferiore a quella degli altri istituti del tempo: in un certo senso i malati si autofinanziavano.
L'obiettivo inoltre era quello di preparare il malato al reinserimento, quando possibile, nella società. Questo portò allo sviluppo del cosiddetto manicomio aperto, teorizzato dalla dottrina dell'open door, inteso come sistema dove il malato non era costretto all'interno con la forza. Infatti, il manicomio di Volterra non ha mai avuto una recinzione per segnare il distacco tra “l'interno” e “l'esterno”: il cancello di entrata era spesso aperto, le strade comunali e provinciali attraversavano l'istituto e non mancavano i contatti tra i malati e il mondo esterno. Si concedeva ai malati di andare al cinema in città, di andare al caffè, di fare piccole compere nei negozi esterni all'Ospedale; inoltre vi erano malati-maestri che andavano nei poderi limitrofi all'istituto per insegnare a leggere e a scrivere ai figli dei contadini.
Alcuni malati erano impiegati negli uffici tecnici del manicomio o nella contabilità. In pratica ai malati venivano assegnate mansioni in base alle loro capacità. L'ergoterapia quindi non prevedeva solo lavori di fatica nei campi e nei cantieri, ma anche lavori intellettuali. Scabia inoltre spiega che la prevalenza del lavoro nei campi è dovuta al fatto che la maggior parte dei ricoverati provenivano dal mondo contadino.
È proprio per lo svolgimento di questo particolare tipo di terapia che, per la costruzione dei padiglioni dell'Ospedale, si scelse un luogo appena fuori le mura cittadine, a circa un chilometro dal centro. Scabia afferma che questo tipo di terapia non poteva svolgersi in città, in quanto si sarebbe rimarcata la diversità del malato con un conseguente annullamento dell'efficacia della terapia.
Inoltre, sempre nello stesso scritto del 1933, Scabia risponde alle critiche che lo accusano di imprenditorialità affermando che l'organizzazione del lavoro ha uno scopo strettamente medico e solo il medico psichiatra è capace di organizzare il lavoro e di deciderne gli orari. Il lavoro produttivo dei malati era retribuito e i malati disponevano di un proprio conto corrente che potevano utilizzare due volte a settimana per il prelievo, per spendere i soldi guadagnati nei negozi cittadini.

### Gli anni successivi alla morte di Scabia
I successori di Scabia si attennero alle sue indicazioni. Seguirono gli anni difficili della guerra e il crollo del numero dei ricoverati: dai 4794 del 1939 si scese nel 1946 a circa 2000. Nell'immediato dopoguerra si susseguirono Amministrazioni straordinarie caratterizzate da problemi di gestione; infine nel 1948 fu nominato un commissario prefettizio, l'avvocato Pintor Mameli, che, nell'ambito e nell'organizzazione dell'Ospedale Psichiatrico, propose la creazione di una sezione destinata alla rieducazione dei minorenni con indirizzo medico-psicopedagogico. A tale scopo vennero utilizzati i padiglioni Bianchi e Chiarugi, gli ultimi costruiti (il primo nel 1936 e il secondo nel 1937). L'iniziativa permise di ospitare cinquecento minori. La direzione venne affidata ad un funzionario del Ministero di Grazia e Giustizia; il resto del personale venne trasferito dall'Ospedale Psichiatrico per evitare i licenziamenti in un periodo di emergenza sociale come il dopoguerra.

### La partecipazione agli scavi del teatro romano (1950-1953)
In Vallebona (zona a nord della città di Volterra), a seguito di lavori di sterro fatti nel 1941 per allargare l'area del campo sportivo, erano tornati alla luce alcuni ruderi di età romana, quello che fu successivamente identificato come il teatro romano di Volterra. La Sovrintendenza alle Antichità d'Etruria non aveva allora fondi a disposizione per campagne di scavi e il Comune non poteva impegnarsi in attività archeologiche. Ricorrere all'opera dei ricoverati dell'Ospedale Psichiatrico sembrava la soluzione al problema. Nel 1926 una squadra di ricoverati aveva già partecipato agli scavi sul piano di Castello ottenendo risultati positivi.
Nel 1950 il Professor Umberto Sarteschi, allora direttore dell'Istituto, si impegnò a mettere a disposizione un certo numero di ricoverati per avviare gli scavi di Vallebona. Il presidente dell'Amministrazione ospedaliera, Giulio Topi, fu addirittura affascinato dall'idea e fece il possibile per agevolarne la riuscita. Il Museo Guarnacci riuscì a provvedere all'assicurazione dei lavoratori e a corrispondere loro un modestissimo compenso. Il sindaco Mario Giustarini approvò l'iniziativa.
Lunedì 10 luglio 1950 gli scavi ebbero inizio con una squadra di sei ricoverati e due assistenti-infermieri che si alternavano sul lavoro. I primi scavi furono deludenti ma successivamente l'esplorazione archeologica cominciò a dare i suoi frutti. Il direttore dell'Ospedale concesse un'altra squadra di sei ricoverati. Da luglio a novembre si era scavato nel settore di ponente mettendo in luce la galleria o «parodos» che lega la gradinata del teatro (ormai era stato accertato trattarsi di un teatro) al vestibolo che fiancheggia la scena. Il 18 novembre 1950 visitarono gli scavi Antonio Minto, sovrintendente alle Antichità d'Etruria e l'ispettore Guglielmo Maetzke per valutare i risultati archeologici finora ottenuti. Entrambi rimasero colpiti dall'ampiezza dei reperti monumentali e dettero quindi il loro pieno consenso alla prosecuzione degli scavi.
Il teatro di Vallebona costituisce una delle opere superstiti più importanti della romanità nell'Etruria. L'economia della città di Volterra ne ha avuto un grande vantaggio in quanto il rudere viene ancora oggi utilizzato per le rappresentazioni teatrali. L'ampiezza dello scavo e la necessità di consistenti restauri e consolidamenti determinò il massiccio intervento della Sovrintendenza alle Antichità e l'impiego di mezzi meccanici messi a disposizione dalla Società Larderello.
Dal 1955 gli operai civili sostituirono i ricoverati, ma senza gli scavi degli anni 1950-1953 da parte dei ricoverati dell'Ospedale psichiatrico Vallebona sarebbe rimasto un campo di gioco.

### Lo sviluppo in negativo fino al 1963
All'interno dell'Ospedale Psichiatrico di Volterra fino al 1963 veniva applicata senza riserve la legge n. 36 del 14 febbraio 1904, strutturando così un rigido custodialismo all'interno dell'Ospedale. Questo accadeva anche sotto la direzione di Scabia, nonostante le pratiche del "no-restrainct" e dell'"ergoterapia". Si rafforzarono sempre più il regime poliziesco e il verticismo organizzativo: “la struttura sanitaria e assistenziale era di tipo gerarchico, piramidale” dove “ognuno era responsabile delle proprie azioni solo nei confronti delle persone da cui dipendeva direttamente”. Era il primario che distribuiva gli ordini a tutto lo staff: gli infermieri eseguivano gli ordini e i pazienti li subivano. Non c'era nessun tipo di rapporto tra lo staff tecnico e i pazienti che venivano strumentalizzati.
Il clima era carcerario: gli infermieri venivano chiamati “guardie” o “superiori” (avevano il ruolo di custodia e di sorveglianza), le finestre dei reparti erano protette da sbarre che di notte venivano chiuse a chiave.

### Verso il rovesciamento istituzionale dal 1963
Dal 1963 si iniziarono i passi verso una trasformazione sociale. Si svilupparono le prime idee di riforma e le prime pratiche alternative anti-istituzionali per arrestare il rigido regime che si era instaurato.
 
Queste idee, nonostante inizialmente fossero seguite solo da pochi operatori, rappresentarono l'inizio del cambiamento. Si iniziarono a diffondere le idee di deistituzionalizzazione, dell'aumento della libertà dei ricoverati e della riconquista dei loro diritti.
L'Ospedale Psichiatrico si intrecciava con i problemi dell'occupazione e dell'economia volterrana, era quindi necessario iniziare il rovesciamento istituzionale in modo graduale, da creare meno disagi possibili.
Era indispensabile un dialogo con la città, per confrontare il nuovo concetto di psichiatria con la realtà che avrebbe dovuto contribuire a trasformare e superare i dubbi da parte di coloro che ancora si rifacevano alla visione tradizionale della psichiatria, del malato mentale e degli Ospedali Psichiatrici.
In occasione dell'insediamento del nuovo consiglio, nel 1973 venne presentata dal Consorzio dell'Ospedale Psichiatrico una relazione in cui si gettavano le basi per una nuova gestione organizzativa e terapeutica di tipo comunitario. Le necessità erano quelle di:
- rompere il verticismo che gravava soprattutto sul malato, quindi abolire o comunque diminuire la distanza tra malato e operatori a tutti i livelli;
- sensibilizzare il personale;
- stabilire delle regole di vita dei pazienti decise in modo comunitario in base alle singole situazioni.

Il primo contatto significativo con la realtà esterna avvenne con un'operazione culturale patrocinata dal comune di Volterra, chiamata “Volterra ‘73”, che prevedeva la collaborazione da parte di artisti italiani e stranieri attraverso interventi architettonici, scultorei e pittorici all'interno dell'istituzione, per rompere quella rigidità che era ancora presente al suo interno. L'operazione avrebbe occupato una struttura che sarebbe diventata un laboratorio artistico, un punto di aggregazione culturale. Ma il manicomio non accettava ancora il cambiamento, tanto che si produsse una rottura con gli organizzatori della manifestazione.

#### I Comitati
Alla fine del 1973 il Consiglio di amministrazione dell'Ospedale Psichiatrico di Volterra, attraverso un accordo politico sottoscritto dai partiti politici della città e dal Consorzio delle due provincie di Pisa e Livorno, pose le basi per un reale processo di superamento dell'Ospedale Psichiatrico grazie alla realizzazione di una comunità terapeutica. Il progetto iniziò dal 1975, anno in cui venne deciso di creare dei Comitati di gestione per combattere il centralismo istituzionale.
Nonostante le contrapposizioni riscontrate da parte di Primari e medici dell'Ospedale che volevano mantenere inalterato il loro livello di potere, i Comitati di gestione cominciarono comunque a svolgere le loro funzioni. I Comitati erano cinque e ognuno aveva compiti e finalità diverse:
- “Comitato per la gestione del lavoro” per la riorganizzazione dell'ergoterapia, per dare maggiore dignità ai lavoratori e ai ricoverati;
- “Comitato per la gestione della scuola professionale” per riqualificare il personale;
- “Comitato di gestione tecnico-economale” per umanizzare i reparti di degenza e per rendere più funzionali i servizi ospedalieri psichiatrici;
- “Comitato di gestione delle attività socio-culturali” per rompere il cerchio che stringeva i ricoverati e i loro controllori attraverso l'apertura al sociale;
- “Comitato per la gestione del territorio”: per stabilire un dialogo e un approccio positivo con il territorio di provenienza dei ricoverati per un eventuale progetto di reinserimento. Una prima fase per il raggiungimento dell'obiettivo fu quello della “zonizzazione”.

Il "Comitato di gestione delle attività socio-culturali" favorì i primi passi verso l'esterno. Le scuole e gli istituti superiori della zona ebbero in questo un ruolo decisivo. Il movimento studentesco permise un rapporto più continuativo con l'Ospedale. Inoltre un tentativo di cambiamento fu provato dal “Centro di sperimentazione di Pontedera”, composto da teatranti e studenti, che decise di vivere per un periodo all'interno dell'Ospedale Psichiatrico con l'obiettivo di impostare un ritmo di vita al di fuori delle regole istituzionali coinvolgendo in questo i degenti ma anche gli operatori, i medici e i tecnici che avrebbero dovuto impostare anch'essi, dopo l'esperimento, questo ritmo. Ma il tentativo fallì: si irrigidirono i medici e gli operatori ancora fedeli al vecchio modello istituzionale che accusavano il Comitato di una mancanza di terapeuticità. Allo stesso tempo però, aumentavano gli operatori e i degenti coinvolti nelle nuove attività. Si creò una vera e propria lotta interna. Quando l'obiettivo del Comitato di rompere l'isolamento dell'Ospedale Psichiatrico fu chiaro alle forze di opposizione, il Comitato venne smantellato.

#### La “zonizzazione”
La zonizzazione prevedeva la sistemazione in diverse divisioni psichiatriche di assistiti che provenivano da una stessa area territoriale per poter ottenere un reale reinserimento del malato nel territorio di origine. Ogni divisione doveva avere una propria organizzazione interna per affrontare i problemi dalla prima fase di osservazione a quella di deospedalizzazione. Lo scopo era anche quello di cercare di impostare un programma di prevenzione della malattia mentale. In un secondo momento vennero create delle divisioni corrispondenti a quelle già presenti all'interno dell'Ospedale: gli operatori e i medici che aderivano alle teorie riformatrici intervenivano in un territorio ben delimitato e impostavano i rapporti con i pazienti sulla continuità terapeutica in quanto il malato era assistito dagli stessi operatori in Ospedale, nel suo eventuale reinserimento nel territorio e durante gli eventuali successivi ricoveri.

### La legge n. 180 del 1978 nell'Ospedale
La legge n. 180 rappresenta per l'Ospedale Psichiatrico di Volterra un riconoscimento delle pratiche alternative sperimentate negli anni precedenti. Per la sua attuazione era necessario:
- umanizzare i rapporti, i trattamenti e i reparti;
- decentrare l'assistenza psichiatrica;
- elaborare gli strumenti operativi per tutelare e portare avanti una diversa promozione della salute e una diversa visione della malattia.

Inizialmente ci furono dei problemi da affrontare: il malato, dopo aver trascorso lunghi anni di internamento in Ospedale Psichiatrico non era più in grado di vivere in società. Tanto più era durato il periodo di permanenza di un individuo all'interno dell'istituzione, tanto più era difficile il suo reinserimento all'interno della società. Inoltre alcuni cittadini si opponevano alla dimissione e alla presenza di ex-ricoverati nel loro stesso territorio. La nuova legge veniva quindi applicata con difficoltà e lentezza.

#### Gli “ospiti”
Per rendere graduale il reinserimento dei malati all'interno della società, nacquero gli “ospiti”, ex-ricoverati che alloggiavano in strutture all'interno dell'Ospedale Psichiatrico: quattro case-famiglia con camere da due o tre posti. Si trattava di una sorta di passaggio tra la totale chiusura all'interno dell'Ospedale e l'apertura alla società.
Nel 1977 all'interno dell'Ospedale Psichiatrico di Volterra erano ancora ricoverati 630 degenti che provenivano soprattutto dalle provincie di Pisa e Livorno. Di queste persone 530 vivevano ancora all'interno dell'Ospedale, mentre gli altri 100 erano ufficialmente dimessi, erano gli “ospiti”. Gli infermieri erano pochi e intervenivano solamente in caso di reale bisogno; alcuni degli “ospiti” lavoravano sia dentro che fuori dall'Ospedale. Le case-famiglia rendevano autonomi gli ex-degenti che si autogestivano per prepararsi alla risocializzazione, per rompere i vincoli di istituzionalizzazione, per riassumersi la responsabilità della propria vita, delle proprie scelte.
Non tutti gli obiettivi furono raggiunti perché nonostante la maggiore libertà e autonomia, le case-famiglia erano comunque all'interno del complesso ospedaliero e i rapporti con gli operatori presenti avevano ancora caratteristiche manicomiali.

Inoltre gli “ospiti”, sentendosi ancora parte del manicomio, non avevano la necessità di cambiare abitudini di vita. Nonostante questo, gli ex-ricoverati dimostrarono di non aver perso totalmente la capacità di autogestirsi; inoltre sempre più persone volevano provare questa esperienza. La novità non fu solamente per gli ex-degenti ma anche per gli operatori che avevano scoperto un nuovo modo di lavorare e non consideravano più il malato diverso e incapace, riconoscendo che non era più necessaria una continua protezione. Gli “ospiti” stessi infine chiedevano più integrazione con il resto della popolazione; infatti solo lavorando fuori dal manicomio avrebbero avuto l'occasione di vivere una vita reale.

#### Il Centro di Igiene Mentale
Il Centro di Igiene Mentale, fondato nel 1977, aveva un ruolo centrale nell'avviare i ricoverati verso il reinserimento nel territorio, aveva, inoltre, il compito di qualificare e formare gli operatori. Con la nuova organizzazione il ricovero in Ospedale, cioè il Trattamento sanitario obbligatorio (ancora oggi esistente), diventava una soluzione temporanea, di emergenza, che veniva praticato solamente in casi particolarmente gravi.

## Biblioteca-museo e visite
La biblioteca-museo dedicata all'Ospedale psichiatrico si trova nel complesso ospedaliero di Volterra. All'interno si conservano quadri a olio, che illustrano l'idealizzazione dei padiglioni, le foto dei graffiti di N.O.F.4, i plastici dei padiglioni che costituivano il complesso dell'Ospedale psichiatrico (circa 140), che avevano forme particolari, ad esempio a U rovesciata, a M (in riferimento al leader del fascismo italiano Benito Mussolini) etc., bollitori, sterilizzatori, busti di grandi scienziati, vestiti di infermieri, camicie di forza, guanti senza dita per gli autolesionisti, scarpe, stoviglie, cucchiai, chiavi, scaldabagno, libri, attrezzature da dentista, macchinari per gli interventi chirurgici, macchinari oculistici.
Attualmente il museo è accessibile per visite guidate solo attraverso la Onlus Inclusione Graffio e Parola di Volterra, che ha la gestione unica, su delega del Comune di Volterra, delle visite guidate ai locali del museo e agli ex padiglioni in esterno.

## Le lettere dei pazienti
Le lettere che i pazienti scrivevano ai familiari, durante la loro degenza in ospedale, non venivano considerate da parte dei medici ma venivano semplicemente raccolte nelle cartelle cliniche. Nel 1978 vennero raccolte e pubblicate nel libro Corrispondenza negata, epistolario contenente tutte le lettere originali ed integrali. Nel 2007 uscì la seconda edizione in cui si aggiunse il saluto alla banca, la relazione del direttore dell'epoca e la prefazione.